# 奧特維爾 (密蘇里州)
奧特維爾（英語：Otterville）是位於美國密蘇里州庫珀縣的城市。

## 人口
根據2020年美國人口普查的數據，奧特維爾的面積為1.27平方千米，皆為陸地。當地共有人口440人，而人口密度為每平方千米346人。